# Amphithera tyriochalca
Amphithera tyriochalca är en fjärilsart som beskrevs av Edward Meyrick 1930. Amphithera tyriochalca ingår i släktet Amphithera och familjen bronsmalar. Inga underarter finns listade i Catalogue of Life.